# Hoofdklasse schaken 1949/50
In het Hoofdklasse-seizoen 1949/50 werd gestreden door 28 teams van schaakverenigingen om het landskampioenschap schaken van Nederland. De teams waren verdeeld over vier poules. De winnaars van deze poules namen het tegen elkaar op in een finaleronde. Het Vereenigd Amsterdamsch Schaakgenootschap werd voor de 13e maal in zijn historie landskampioen.
Op de bondsvergadering van de Schaakbond van 5 maart 1949 werd besloten om de Hoofdklasse om te vormen tot één divisie van acht tientallen, met daaronder twee paralelle divisies (Eerste Divisie A en Eerste Divisie B). Het seizoen 1950/51 was het eerste seizoen waarin deze nieuwe competitievorm intrede deed. De nummers 1 en 2 van iedere poule behielden hun plek in de landelijke hoofdklasse. De nummer 2 t/m 5 daalden af naar de nieuw ingevoerde Eerste Klasse. De nummers 7 degradeerden direct naar de Tweede klasse, terwijl de nummers 6 een herkansing kregen in een promotie-degradatie-competitie. 

## Eindstanden reguliere competitie[2]

### Groep A
| # | Team      | MP | BP  | 1  | 2  | 3  | 4  | 5  | 6  | 7  |
| - | --------- | -- | --- | -- | -- | -- | -- | -- | -- | -- |
| 1 | ASC       | 10 | 36½ | -- | 4  | 6  | 6  | 6  | 7½ | 7  |
| 2 | Utrecht   | 9  | 32½ | 6  | -- | 5  | 6  | 5  | 5½ | 5  |
| 3 | Kralingen | 8  | 32  | 4  | 5  | -- | 5½ | 6  | 5  | 6½ |
| 4 | VVGA      | 6  | 31  | 4  | 4  | 4½ | -- | 6  | 5½ | 7  |
| 5 | DD I      | 4  | 30½ | 4  | 5  | 4  | 4  | -- | 5  | 8½ |
| 6 | Ha. S.G.  | 4  | 27½ | 2½ | 4½ | 5  | 4½ | 5  | -- | 6  |
| 7 | R.S.C.    | 1  | 20  | 3  | 5  | 3½ | 3  | 1½ | 4  | -- |

In de nacompetitie moest het Haarlemsch Schaakgezelschap het opnemen tegen Weenink (Amsterdam), Zeist en V.V.V. (Alkmaar). Weenink promoveerde naar de Hoofdklasse B.

### Groep B
| # | Team         | MP | BP  | 1  | 2  | 3  | 4  | 5  | 6  | 7  |
| - | ------------ | -- | --- | -- | -- | -- | -- | -- | -- | -- |
| 1 | VAS          | 12 | 40  | -- | 8  | 6  | 6  | 5½ | 8½ | 6  |
| 2 | Spangen      | 8  | 28  | 2  | -- | 3  | 5½ | 6  | 5½ | 6  |
| 3 | Hi. S.G.     | 6  | 32½ | 4  | 7  | -- | 4½ | 7  | 5  | 5  |
| 4 | DD II        | 6  | 29  | 4  | 4½ | 5½ | -- | 3½ | 6  | 5½ |
| 5 | H. Chr. S.V. | 6  | 29  | 4½ | 4  | 3½ | 6½ | -- | 5½ | 5½ |
| 6 | NRSV         | 3  | 27  | 1½ | 4½ | 5  | 4  | 4½ | -- | 7½ |
| 7 | LSG          | 1  | 24½ | 4  | 4  | 5  | 4½ | 4½ | 2½ | -- |

NRSV handhaafde zich na winsten op de Delftsche Schaakclub, Kralingen II, Philidor (Leiden) en Monster.

### Groep C
| # | Team       | MP | BP  | 1  | 2  | 3  | 4  | 5  | 6  | 7  |
| - | ---------- | -- | --- | -- | -- | -- | -- | -- | -- | -- |
| 1 | Max Euwe   | 12 | 38  | -- | 5½ | 6  | 5½ | 6½ | 6½ | 8  |
| 2 | Philidor   | 8  | 34  | 4½ | -- | 7½ | 5  | 5½ | 5  | 6½ |
| 3 | BSG        | 6  | 28  | 4  | 2½ | -- | 6  | 3  | 6½ | 6  |
|   | Staunton   | 5  | 31½ | 4½ | 5  | 4  | -- | 5  | 5  | 8  |
| 5 | De Dom     | 5  | 30  | 3½ | 4½ | 7  | 5  | -- | 5  | 5  |
| 6 | Zutphen    | 3  | 26½ | 3½ | 5  | 3½ | 5  | 5  | -- | 4½ |
| 7 | Het Westen | 3  | 22  | 2  | 3½ | 4  | 2  | 5  | 5½ | -- |

Het Apeldoornsch Schaakgenootschap promoveert in de nacompetitie ten koste van Zutphen. Unitas, Hengelo en Sneek waren de andere tegenstanders.

### Groep D
| # | Team         | MP | BP  | 1  | 2  | 3  | 4  | 5  | 6  | 7  |
| - | ------------ | -- | --- | -- | -- | -- | -- | -- | -- | -- |
| 1 | Eindhoven I  | 12 | 38  | -- |    |    |    |    |    |    |
| 2 | Eindhoven II | 8  | 34  |    | -- |    |    |    |    |    |
| 3 | Heerlen      | 6  | 28  |    |    | -- |    |    |    |    |
| 4 | Philips      | 5  | 31½ |    |    |    | -- |    |    |    |
| 5 | Middelburg   | 5  | 30  |    |    |    |    | -- |    |    |
| 6 | De Pion      | 3  | 26½ |    |    |    |    |    | -- |    |
| 7 | Den Bosch    | 3  | 22  |    |    |    |    |    |    | -- |

De Pion (Eindhoven) behoudt een plaats in de Hoofdklasse in een poule tegen Kerkrade, Terneuzen en Max Euwe Breda.

### Legenda
|  | Kwalificatie voor finaleronde; Hoofdklasse 1950/51 |
|  | Kwalificatie voor Hoofdklasse 1950/51              |
|  | Degradatie naar Eerste klasse 1950/51              |
|  | Degradatie naar Tweede klasse 1950/51              |

## Eindronde om het landskampioenschap[4]
| # | Team      | MP | BP  | 1  | 2  | 3  | 4  |
| - | --------- | -- | --- | -- | -- | -- | -- |
| 1 | VAS       | 4  | 17½ | -- | 7  | 4  | 6½ |
| 2 | Eindhoven | 4  | 16½ | 3  | -- | 6  | 7½ |
| 3 | ASC       | 4  | 16  | 6  | 4  | -- | 6  |
| 4 | Max Euwe  | 0  | 10  | 3½ | 4  | 2½ | -- |

Het VAS eindigt met de meeste bordpunten bovenaan en is kampioen.
Eerste klasse

1920/21 · 1921/22 · 1922/23 · 1923/24 · 1924/25 · 1925/26 · 1926/27 · 1927/28 · 1928/29 · 1929/30 · 1930/31 · 1931/32 · 1932/33 · 1933/34 · 1934/35 · 1935/36 · 1936/37 · 1937/38 · 1938/39 · 1939/40 · 1940/41 · 1941/42
Hoofdklasse

1942/43 · 1943/44 · 1944/45 · 1945/46 · 1946/47 · 1947/48 · 
1948/49 · 1949/50 · 1950/51 · 1951/52 · 1952/53 · 1953/54 · 1954/55 · 1955/56 · 1956/57 · 1957/58 · 1958/59 · 1959/60 · 1960/61 · 1961/62 · 1962/63 · 1963/64 · 1964/65 · 1965/66 · 1966/67 · 1967/68 · 1968/69 · 1969/70 · 1970/71 · 1971/72 · 1972/73 · 1973/74 · 1974/75 · 1975/76 · 1976/77 · 1977/78 · 1978/79 · 1979/80 · 1980/81 · 1981/82 · 1982/83 · 1983/84 · 1984/85 · 1985/86 · 1986/87 · 1987/88 · 1988/89 · 1990/91 · 1991/92 · 1992/93 · 1993/94 · 1994/95 · 1995/96
Meesterklasse

1996/97 · 1997/98 · 1998/99 · 1999/00 · 2000/01 · 2001/02 · 2002/03 · 2003/04 · 2004/05 · 2005/06 · 2006/07 · 2007/08 · 2008/09 · 2009/10 · 2010/11 · 2011/12 · 2012/13 · 2013/14 · 2014/15 · 2015/16 · 2016/17 · 2017/18· 2018/19 · 2019/20 · 2020/21 · 2021/22 · 2022/23 · 2023/24 · 2024/25